# 燕仲義
燕仲義（1521年—？），字履道，號華山，直隸蘇州府吳縣人，匠籍，明朝政治人物。

## 生平
嘉靖二十五年（1546年）丙午科應天府鄉試第四十三名舉人。嘉靖三十二年（1553年）中式癸丑科會試第一百二十五名，三甲第一百四十二名進士。兵部观政，授刑部主事，升员外、郎中，出知广信府。

## 家族
曾祖燕茂；祖父燕江；父燕宗貴，母吳氏。